# Richard Thurston
Richard „Rich” Thurston (ur. 6 stycznia 1973) – amerykański gitarzysta, zawodnik mieszanych sztuk walki.

## Kariera muzyczna
Został muzykiem zespołów gatunku hardcore. Głównie udzielał się jako gitarzysta i gitarzysta basowy, a także jako wokalista. Deklarował się jako straight-edge i weganin. Uczestniczył w składach grup:
- Ego Trip (1991-1992), gitarzysta
- Timescape Zero (1992), gitarzysta
- Grip (1993), gitarzysta
- Culture (1994-1997), gitarzysta, gitarzysta basowy, wokalista
- Elijahs Message (1998), gitarzysta
- Diecast (1999), gitarzysta
- Until the End (2000), teksty i chórki na minialbumie EP Until the End
- Blood Has Been Shed (2000-2001), gitarzysta basowy
- Broken Glass Everywhere (2001), gitarzysta
- One Nation Under (2001-2002), gitarzysta
- Terror (2002-2003), gitarzysta basowy
- Walls of Jericho (2003), gitarzysta koncertowy
- Against (2003), gitarzysta
- Still Crossed (2003-2004), gitarzysta
- On Bodies (2011–), gitarzysta

## Kariera sportowa
Został zawodnikiem MMA. Odbył trzy zarejestrowane walki amatorskie (w 2004 przegrana, w 2006 wygrana, w 2009 uznana za nierozstrzygnięta). Zawodowo rozegrał dwa pojedynki: w 2009 wygrany, w 2010 przegrany. Od listopada zawodnik ligi Pro-MMA.